# LBH
LBH (angleško Light Battlefield Helicopter) je vojaška kratica, ki označuje Lahki bojni helikopter.